# Storm aan zee
Storm aan zee is het 259e stripverhaal van Jommeke. De reeks wordt getekend door Studio Jef Nys.Het album verscheen op 4 april 2012.

## Personages
In dit verhaal spelen de volgende personages mee:
- Jommeke, Flip, Filiberke, Professor Gobelijn, Anatool, Pekkie, De Miekes, Choco, Marie, Theofiel.

## Verhaal
Professor Gobelijn is op weg naar Het Zwin om er het gedrag van de ooievaars te bestuderen. Eens daar krijgt hij plots een geniale inval. Na een nachtje doorwerken heeft hij een bestuurbare plastieken vlieg klaar. Met die vlieg is op afstand alles ongemerkt in beeld te brengen en via een luidsprekertje kunnen zelfs mondelinge boodschappen overgebracht worden. Jommeke en Filiberke die de vlieg even testen laten Anatool en Prospeer wel even schrikken. Wat later vinden Jommeke en zijn vrienden een gewonde meeuw. Professor Gobelijn ontfermt zich over het dier en met de technologie van de vlieg laat hij de vogel weer vliegen. De meeuw leert terug alles onder leiding van Jommeke en zijn vrienden in het natuurlijk kader van de Belgische kust. Er wordt zelfs vuilnisopruiming op zee mede ondersteunt en een ongeval met een zeilwagen wordt voorkomen. Ook wordt een bruinvis netjes uit de buurt gehouden van visnetten en een zeehondje wordt door Jommeke eigenhandig van de verdrinkingsdood gered. Gobelijn heeft er intussen voor gezorgd dat de bediening van de elektronica die de meeuw gekregen heeft een stuk vlotter kan gebeuren via handschoenen met ingebouwde bedieningselementen. Maar dan krijgt Anatool iets in de gaten. Zijn brein produceert meteen boze plannen. Hij steelt de meeuw en zet ze in om niets vermoedende strandgebruikers te beroven van portefeuilles en sieraden. Jommeke en Filiberke komen na enige tijd Anatool op het spoor en kunnen met de hulp van een agent hem stoppen met zijn oneerlijke praktijken. Helaas duikt een oude bekende, met minder goede bedoelingen, op. Gertruut Chester is ook geïnteresseerd in de bestuurbare meeuw. De vogel, Storm, is intussen helemaal hersteld en wordt weer vrijgelaten. Gertruut zorgt ook dat ze aan een gewonde meeuw geraakt. Gobelijn zorgt er ook nu voor dat dit dier met de hulp van de technologie weer kan vliegen. Gertruut heeft maar één doel voor ogen. Ze wil de waardevolle diamanten garnaal, die haar oom Lord Chester wil tentoonstellen, bemachtigen. Het lukt haar via de bestuurbare meeuw maar met de hulp van Storm, Flip en een aantal meeuwen kan ze snel ingerekend worden. Flip vindt, tot slot, van zichzelf dat hij toch wel een buitengewone vogel is... maar zijn vrienden hebben hier geen boodschap aan.

## Achtergronden bij het verhaal
- Dit album werd gemaakt in samenwerking met de provincie West-Vlaanderen in het kader van 'Week van de zee'.
- Het Provinciaal Natuurpark Zwin is het belangrijkste natuurgebied op het Belgisch gedeelte van het Zwin, een oude zeearm van de Noordzee.
- Jommeke, Filiberke en de Miekes bouwen op het strand een zandkasteel naar het model van het kasteel van Achterberg. Dit is het kasteel waar de Koningin van Onderland woont.